# Rozszerzenie abelowe
Rozszerzenie abelowe – w algebrze abstrakcyjnej jest to rozszerzenie Galois, którego grupa Galois jest grupą abelową. Gdy grupa Galois jest grupą cykliczną, mówimy, że jest to rozszerzenie cykliczne. Ponieważ dowolna grupa abelowa jest grupą rozwiązalną, to rozszerzenie abelowe zawsze jest rozszerzeniem rozwiązalnym i dowolny jego element może być wyrażony przez pierwiastniki.
Każde skończone rozszerzenie ciała skończonego jest rozszerzeniem cyklicznym. Rozwój teorii ciał dostarczył szczegółowych informacji na temat rozszerzeń abelowych ciał liczbowych, ciał funkcji krzywych algebraicznych ponad ciałami skończonymi i ciałami lokalnymi.
Istnieją dwie koncepcje rozszerzeń cyklotomicznych: albo są to rozszerzenia tworzone przez dołączone pierwiastki z jedynki, albo pod-rozszerzenia takich rozszerzeń. Przykładem są ciała cyklotomiczne. Każde rozszerzenie cyklotomiczne (dla obu definicji) jest abelowe.
Jeśli ciało K jest rozszerzeniem o pierwotny n-ty pierwiastek jedności oraz n-ty pierwiastek elementu ciała K, to tzw. rozszerzenie Kummera jest rozszerzeniem abelowym (jeśli K ma charakterystykę p, to możemy powiedzieć, że p nie dzieli n, ponieważ w przeciwnym razie może to nie być nawet rozszerzenie rozdzielcze). Na ogół jednak, grupy Galois pierwiastków n-tych elementów działają zarówno na n-tych pierwiastkach elementów ciała K i na pierwiastkach z jedynki, dając nieabelową grupę Galois jako iloczyn półprosty. Teoria Kummera daje pełny opis rozszerzeń abelowych, a twierdzenie Kroneckera-Webera mówi, że jeśli K jest ciałem liczb wymiernych, to rozszerzenie jest abelowe wtedy i tylko wtedy, gdy jest podciałem ciała uzyskanego przez rozszerzenie {\displaystyle \mathbb {Q} } o n-ty pierwotny pierwiastek z jedynki.
Istnieje ważna analogia z grupą podstawową w topologii, która klasyfikuje wszystkie przestrzenie pokrywające przestrzeń: pokrycia abelowe klasyfikowane są przez jego abelianizację, która odnosi się bezpośrednio do pierwszej grupy homologii.